# The Fugees
The Fugees — американская хип-хоп-группа, которая в середине 1990-х способствовала более тесной интеграции хип-хопа с другими музыкальными направлениями. Их музыка представляла собой уникальное сочетание хип-хопа с элементами джаза, ритм-энд-блюза и регги.
Группа сформировалась в Нью-Джерси в конце 1980-х в составе вокалистки Лорин Хилл и рэперов Праса и Вайклефа Жана. Последние двое были двоюродными братьями и выходцами с Гаити. Название группы образовано от обозначения переселенцев из Гаити (refugee). Поначалу трио было известно своими концертными выступлениями; первый студийный альбом («Blunted on Reality», 1994) прошёл практически незамеченным.
Звездный час пробил с выходом второго альбома The Score в 1996 году. Он был распродан многомиллионным тиражом, выиграл несколько премий «Грэмми». Первый сингл с альбома — кавер-версия «Killing Me Softly» Роберты Флэк — на протяжении семи недель удерживал первое место в Великобритании. За ним последовал другой — «Ready or Not», построенный на семплировании хита Энии «Boadicea» (за что певица подала на рэперов в суд). Третий сингл — «No Woman No Cry» — впитал в себя элементы регги, являясь перепевкой знаменитой песни Боба Марли.
После успеха второго альбома участники группы занялись сольными проектами. В 2004 году воссоединились для тура по Европе и записи третьего альбома.

## Дискография
- Blunted on Reality (1994)
- The Score (1996)

Сборники
- Greatest Hits (2003)